# Mariusz Jurasik
Mariusz Jurasik (Żagań, 4 de mayo de 1976) es un exbalonmanista polaco que jugaba como extremo derecho. Fue uno de los componentes de la selección de balonmano de Polonia con la que disputó 201 partidos internacionales en los que ha anotó un total de 690 goles, debutando un 25 de octubre de 1997 contra la selección de Lituania. 

## Inicios
Comenzó a jugar a balonmano a los 15 años en el  WKS Sobieski Żagań de su localidad natal, tras haber jugado anteriormente a fútbol e incluso al atletismo en la disciplina de lanzamiento de jabalina. En la temporada 1995/96 fue el máximo goleador de la tercera división polaca, despertando la atención de los clubes más importantes de Polonia, decantándose por el KS Vive Kielce al término de esa misma temporada.

## Primera etapa en Kielce
En el club de Kielce permanecería durante cinco temporadas, en las que se proclamaría campeón de liga y copa polacas respectivamente, y con el que debutaría en la Liga de Campeones de la EHF en la temporada 1998/99, competición en la que anotó 11 goles en los dos partidos de la eliminatoria previa que su equipo perdió contra el Pfadi Winterthur suizo.

## Wisła Płock
En 2001 dejó el KS Vive Kielce para fichar por sus rivales del Wisła Płock, con el que se alzaría con el título en su primera campaña. Al año siguiente no podrían refrendar su dominio en la competición polaca, pero Jurasik tendría una muy destacada actuación en la Liga de Campeones al anotar 46 goles en la fase de grupos de la misma, siendo el máximo goleador de su equipo. En las dos temporadas en las que permanecería en Płock anotó un total de 395 goles en 56 partidos de liga.

## Rhein-Neckar Löwen
El emergente Rhein-Neckar Löwen alemán, que había ascendido esa misma temporada a la primera división de la Bundesliga, se fijó en él para suplir la baja de Christian Zeitz, que había fichado entonces por el THW Kiel. Jurasik no defraudó en su primera temporada siendo el máximo goleador de su equipo nuevamente con 200 goles marcados, siendo el 5º máximo goleador de la Bundesliga 2003/04.
En los seis años que permaneció Jurasik en Mannheim, alcanzaría su máximo nivel deportivo tanto en la competición alemana como en la internacional con su selección, llegando a su punto culminante el subcampeonato conseguido en el Campeonato del Mundo de 2007, en el que sería nominado además como mejor extremo derecho del mismo. Jurasik disputó además los Juegos Olímpicos de Pekín de 2008, los únicos que disputaría durante su carrera, en los que marcaría 37 goles, no pudiendo evitar no obstante la eliminación en cuartos de final contra la selección de Islandia. Este alto nivel de la selección de Polonia se mantendría en el siguiente Campeonato del Mundo de 2009, con la que se colgaría la medalla de bronce.

## Segunda etapa en Kielce
Al término de esa misma temporada, retornaría a Polonia para volver a enrolarse en el KS Vive Kielce, que por aquel entonces había realizado una inversión económica importante, fichando a varios de los mejores jugador polacos que militaban hasta entonces en la Bundesliga, como eran el propio Jurasik, Sławomir Szmal, Karol Bielecki, Grzegorz Tkaczyk o Michał Jurecki.

## Zabrze
Tras un breve y tormentoso paso por el balonmano catarí, regresaría a Polonia para enrolarse en las filas del Górnik Zabrze, donde jugaría sus tres últimos años como jugador profesional. Al término de los mismos pasaría a ser el nuevo entrenador del equipo, cargo que ocupa en la actualidad, teniendo en el primero de ellos el rol de jugador-entrenador.

## Equipos

### Jugador
- KS Vive Kielce (1996-2001)
- Wisła Płock (2001-2003)
- Rhein-Neckar Löwen (2003-2009)
- KS Vive Kielce (2009-2012)
- El-Jaish SC (2012)
- Górnik Zabrze (2012-2016)

### Entrenador
- Górnik Zabrze (2015-)

## Palmarés
- Liga de Polonia  1998, 1999, 2002, 2010, 2012
- Copa de Polonia 2000, 2010, 2011, 2012

## Méritos y distinciones
- Mejor extremo derecho del Campeonato del Mundo 2007